# Paul Probst
Paul Probst (15 maggio 1869 – 9 settembre 1945) è stato un tiratore a segno svizzero.

## Carriera
Partecipò ai Giochi della II Olimpiade di Parigi nel 1900 dove vinse la medaglia d'oro nella prova di pistola militare a squadre.
Fu più volte presente anche ai Campionati mondiali di tiro dove ottenne tre medaglie d'oro e una d'argento in tre differenti edizioni.

## Palmarès
| Anno | Manifestazione | Sede    | Evento                     | Risultato |
| ---- | -------------- | ------- | -------------------------- | --------- |
| 1900 | Olimpiadi      | Parigi  | Pistola militare a squadre | Oro       |
| 1900 | Mondiali       | Parigi  | Pistola a squadre          | Oro       |
| 1901 | Mondiali       | Lucerna | Pistola a squadre          | Oro       |
| 1904 | Mondiali       | Lione   | Pistola a squadre          | Oro       |
| 1904 | Mondiali       | Lione   | Pistola individuale        | Argento   |